# Foxtrote

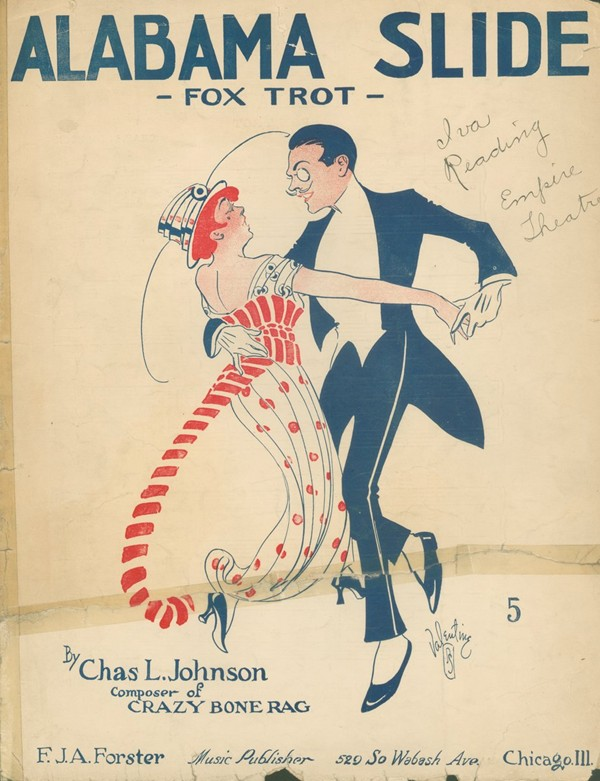
Capa de uma partitura norte-americana de foxtrote.

O foxtrot, ou fox-trot (por vezes, aportuguesado como foxtrote),é uma dança de salão caracterizada por movimentos longos e contínuos, cuja direção segue o sentido anti-horário, em andamento suave e progressivo.
Dança-se para música executada pelas grandes bandas de jazz – as big bands (geralmente com acompanhamento vocal) – com sensação de elegância e sofisticação. Visualmente, a dança assemelha-se à valsa, embora o ritmo seja quaternário (em vez do ritmo ternário da valsa).
Desenvolvido logo após a Primeira Guerra Mundial, o foxtrote atingiu o auge de popularidade na década de 30, e continua praticada até hoje.
A origem exata do nome da dança é desconhecida. Uma hipótese afirma que o nome foxtrot (literalmente "trotar da raposa") faz alusão a danças de origem africana, praticadas por afro-americanos, cuja coreografia imitava passos de animais e que teria inspirado o estilo de dança original do foxtrote. Outra hipótese de origem vincula o nome da dança ao de seu primeiro divulgador, o ator de vaudeville Harry Fox.

## História
Duas fontes creditam a dançarinos afro-americanos como a origem do foxtrot: Vernon Castle e a professora de dança Betty Lee.
A dança foi executada em público pela primeira vez nos Estados Unidos em 1914, rapidamente chamando a atenção do casal Vernon e Irene Castle, que emprestaram à dança a sua marca de graciosidade e estilo.
No seu início, o foxtrot passou a ser uma versão mais lenta de dança para o ragtime. Hoje, a dança é acompanhamento habitual à música de big bang, para a qual também costuma-se dançar o swing.
Quando o foxtrote chegou à Europa, em meados da década de 1920, encontrou grande resistência e oposição entre setores sociais mais conservadores, hostis à influência norte-americana; porém, rapidamente, nada impediu que o estilo se popularizasse naquela época também no outro lado do Oceano Atlântico.
Nos Estados Unidos do fim dos anos 1910 até os anos 1940, o foxtrote foi certamente a mais popular das danças de salão e a que obteve a grande maioria das gravações em discos. A valsa e o tango, embora muito populares e de grande aceitação internacional, não ultrapassaram a popularidade do foxtrote.
Quando o rock and roll surgiu pela primeira vez no início dos anos 1950, as gravadoras estavam incertas quanto a que estilo de dança seria mais aplicável para a nova música. A Decca Records, por exemplo, chegou a etiquetar os seus primeiros discos de rock and roll como "foxtrot", sobretudo "Rock Around The Clock" de Bill Haley and His Comets.

## Variações
Com o tempo, o foxtrote dividiu-se em versões de passo lento e de passo rápido, conhecidas respectivamente como "slow fox" e "quickstep". 
- O "slow fox" era inicialmente dançado a um tempo de 48 compassos por minuto, até chegar à marcação atual de 28 a 32 compassos por minuto.

- O "quickstep" é uma versão do foxtrote criada por dançarinos ingleses e que recebeu influências tanto do charleston quanto do ragtime – do qual herdou o ritmo de dança sincopada. Essa variação ligeira do foxtrote tem ritmo entre 48 e 52 compassos por minuto.

## Programa internacional (syllabus)

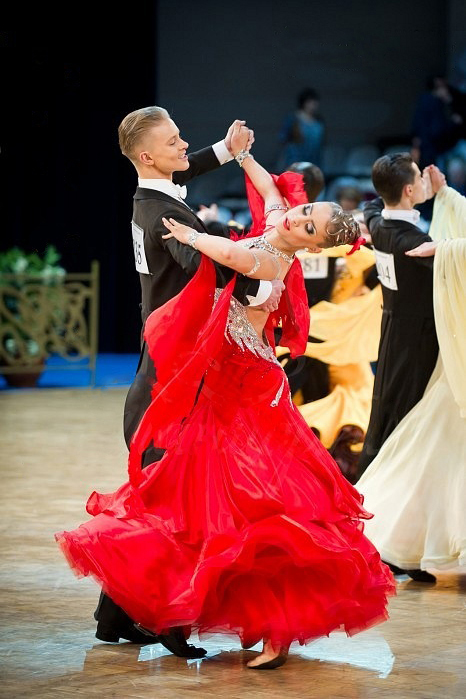
Versão de dança esportiva do foxtrot.

O programa padrão de danças utilizado em competições internacionais é chamado de syllabus, sendo a sequência de passos principais e oficiais para um determinado ritmo, escolhidos por uma entidade superior, neste caso a Imperial Society Teachers of Dance (ISTD).
Os syllabus dos ritmos são divididos em vários níveis – Bronze, Prata (Silver), Ouro (Gold) – em alguns casos os níveis podem ser divididos em subníveis – por exemplo Bronze 1 (básico), 2 (intermediário), 3 (completo) - que equivalem a um grau de exames. No entanto existem níveis superiores, como o Gold Stars, Imperial Awards, Supreme Award, onde é necessário ter o domínio das cinco danças (latinas ou clássicas).
Sylabus de passos principais e oficiais do foxtrot:

#### Bronze
Pré-bronze
1. Walk
2. Progressive Side Step
3. Progressive Link
4. Closed Promenade
5. Rock Turn
6. Open Reverse Turn, Partner Outside
7. Back Corté

BRONZE 2
1. Natural Weave
2. Change of Direction
3. Basic Weave

#### Prata
1. Closed Telemark
2. Open Telemark and Feather Ending
3. Top Spin
4. Hover Feather
5. Hover Telemark
6. Natural Telemark
7. Hover Cross
8. Open Telemark, Natural Turn, Outside Swivel, Feather Ending
9. Open Impetus
10. Weave from PP
11. Reverse Wave

#### Ouro
1. Natural Twist Turn
2. Curved Feather to Back Feather
3. Natural Zig-Zag from PP
4. Fallaway Reverse and Slip Pivot
5. Natural Hover Telemark
6. Bounce Fallaway with Weave Ending